# Niall Vallely
Niall Vallely (Armagh (Noord-Ierland), 1970) is een Ierse concertinaspeler.
Niall begon met concertina spelen op zevenjarige leeftijd. Zijn broer Cillian Vallely speelt op de uilleann pipes en fluit. Zijn andere broer Caoimhin, speelt piano, tin whistle en viool. In 1990 werd de groep Nomos, door Niall opgericht. In 1992 haalde Niall een graad in muziek aan het University College Cork, Cork.
Hij is getrouwd met Karan Casey en maakt met haar muziek op een paar albums. In 2004 begon Niall met Paul Meehan, gitaar en zijn broer Caoimhin (piano) de nieuwe formatie Buille.

## Discografie
Niall Vallely
- Beyond Words (1998)
- Buille (2005)'

Niall en Cillian Vallely
- Callan Bridge (2002)

Nomos (met Niall Vallely)
- I Won't Be Afraid Anymore (1996)
- Set You Free (1997)

Karan Casey (met Niall Vallely)
- Karan Casey - Distant Shore
- Karan Casey - The Winds Begin to Sing
- The Seal Maiden
- Chasing the Sun (2005)

Diverse artiesten met Niall Vallely
- A River of Sound (1995) (Michael O'Suilleabhain, Ciaran Tourish, Eileen Ivers )
- Various - Sult, Spirit of the Music
- Paddy Keenan - na Keen Affair
- Tim O'Brien - Two Journeys
- Lewis Nash & David O'Rourke's Celtic Jazz Collective